# Chelsea Wolfe
Chelsea Joy Wolfe (Roseville, 14 novembre 1983) è una cantautrice statunitense.
È nota per il suo "stile particolare di drone-metal-art-folk", caratterizzato da suoni sperimentali di chitarra e paesaggi sonori surreali.

## Biografia

### Infanzia
Chelsea Wolfe è nata a Roseville, California, ed è cresciuta a Sacramento. Ha discendenze norvegesi e tedesche. Suo padre era in un gruppo country e possedeva uno studio di registrazione in casa nel quale, all'età di nove anni, Chelsea scrisse ed incise diverse canzoni.
Quando era piccola ha sofferto di paralisi del sonno, da cui ha preso ispirazione per scrivere gli album Abyss e Hiss Spun.

### Carriera
Nel 2006, Wolfe compose un album intitolato Mistake in Parting, che definì "vergognosamente brutto". L'album non venne pubblicato e la cantante prese una pausa per impegnarsi a scrivere altra musica. Il debutto con i primi due album The Grime and The Glow (2010) e Apokalypsis (2011) avvenne in una produzione indipendente che generò una grande acclamazione da parte della critica, ricevendo recensioni favorevoli da parte di Pitchfork e CMJ. Affermò di aver composto questi due album con la chitarra classica di sua madre, alla quale mancava una chiave dell'accordatura; il risultato fu che le corde della chitarra dovettero essere accordate in toni più bassi, che poi divenne un elemento caratteristico di questi due album.
La prima tournée fu in Nord America ed Europa, per supportare entrambi gli album, ma l'artista soffriva della paura da palcoscenico, quindi decise di indossare un velo nero in volto, in modo da riuscire a superare questa paura. Nel 2012 firmò un contratto con la Sargent House Records per pubblicare un terzo album. Nacque Unknown Rooms: A Collection of Acoustic Songs, pubblicato poi il 16 ottobre 2012, stilisticamente differente dai precedenti album, perché si basava su una chitarra elettrica.
Il quarto album, Pain Is Beauty, è stato pubblicato nel settembre 2013. Ha inoltre collaborato all'incisione di un brano presente nel quinto album del gruppo musicale post-metal Russian Circles intitolato Memorial e pubblicato nell'ottobre 2013. Insieme hanno poi concluso con un tour europeo insieme.
Il quinto album, intitolato Abyss, fu pubblicato sempre dalla Sargent House il 7 agosto 2015. L'album presenta suoni molto più duri dei precedenti, in un'impattante miscela tra doom, dark e musica industrial. L'ispirazione per il concetto principale dell'album viene alla Wolfe dopo la lettura di “Ricordi, sogni, riflessioni” di Carl Gustav Jung. Il 22 settembre 2017 fu pubblicato, ancora una volta dalla Sargent House, l'album Hiss Spun. Inoltre, in quell'anno, ha collaborato con l'artista danese Amalie Bruun (in arte Myrkur) in due brani dell'album Mareridt e ha avviato una collaborazione con Jess Gowrie per il progetto discografico parallelo Mrs. Piss.
Nel 2021 ha realizzato, insieme al gruppo metal Converge, l'album Bloodmoon: I.

## Discografia

### Album in studio
- 2010 – The Grime and the Glow (Pendu Sound)
- 2011 – Apokalypsis (Pendu Sound)
- 2013 – Pain Is Beauty (Sargent House)
- 2015 – Abyss (Sargent House)
- 2017 – Hiss Spun (Sargent House)
- 2019 – Birth of Violence (Sargent House)
- 2021 – Bloodmoon: I (con i Converge) (Epitaph)
- 2024 – She Reaches Out to She Reaches Out to She (Loma Vista Recordings)

### Raccolte
- 2012 – Unknown Rooms: A Collection of Acoustic Songs (Sargent House)

### Album dal vivo
- 2012 – Live at Roadburn (Roadburn Records)